# PRIX Index
Der PRIX (Akronym für Political Risk Index) ist ein finanzieller Indikator des internationalen Ölmarktes. Der Index sagt die globalen politischen Risiken voraus, die den Ölmarkt weltweit beeinflussen können. Die Methodologie basiert auf dem Purchasing Managers Index. Über 250 Experten erstellen einen Beitrag, der verwendet wird, um damit einen Indexwert für jedes Land aus der Liste der 20 größten Ölexporteure zu berechnen. Jeder Landeswert wird dann mit dem gesamten Export jedes Landes gewichtet, damit ein globaler PRIX-Wert errechnet werden kann, der die politischen Risiken für den internationalen Ölmarkt zusammenfasst.
Jeder Experte erstellt einen Beitrag über eines von 20 Ländern. Die Experten werden gefragt, ob es wahrscheinlich ist, dass die politischen Entwicklungen während der nächsten drei Monate zu reduzierten, unveränderten oder erhöhten Ölexporten aus dem bestimmten Land führen können. Die folgende Formel des Diffusionsindexes wird verwendet, um die Antworten der Experten zu verarbeiten: INDEX = (P1*1) + (P2*0.5) + (P3*0), wobei P1 = der Anteil von Experten, die ‘erhöhte Ölexporte’ wegen der politischen Entwicklungen voraussehen; P2 = der Anteil von Experten, die ‘unveränderte Ölexporte’ voraussehen; P3 = der Anteil von Experten, die ‘reduzierte Ölexporte’ voraussehen.
Ein Indexwert von 50 bedeutet, dass es unwahrscheinlich ist, dass die Ölexporte sich ändern werden. Ein Indexwert über 50 bedeutet, dass politische Entwicklungen zu erhöhten Ölexporten führen können, und ein Indexwert unter 50 gibt an, dass Ölexporte reduziert werden können. Je weiter ein Indexwert von 50 entfernt ist, desto höher ist die Möglichkeit, dass Ölexporte sich ändern werden. Dann ist es auch sehr wahrscheinlich, dass dies den Ölpreis beeinflussen kann. Der gesamte theoretische Sollbereich liegt zwischen 0 und 100. In der Praxis schwingt ein globaler Indexwert normalerweise um 50 und bleibt im Bereich von 40 bis 60.
Die Schwankungen bei den Ölexporten sind ein wichtiger Faktor für die globale Ölpreisbildung. Deswegen kann der PRIX die potentiellen Trajektorien des internationalen Ölpreises identifizieren. Aber nicht nur politische Risiken, sondern auch andere Faktoren können die Angebots-/Nachfrage-Bilanz auf dem globalen Ölmarkt beeinflussen und somit einen Beitrag zur Ölpreisbildung leisten. Der Index sieht den Ölpreis nicht voraus, weil er nicht die ökonomischen und technologischen Entwicklungen abdeckt, aber er kann als eine Komponente bei einer Prognose der Ölpreisbildung dienen.
Der Index wurde erstmals im Januar 2015 veröffentlicht. Seither wird er vierteljährlich aktualisiert und ist öffentlich zugänglich durch die Indexwebseite und den Twitter Feed. Der PRIX Index ist unabhängig und keine Institution, Unternehmen oder Regierung besitzt den Index.